# مالکیت اجتماعی
مالکیت اجتماعی می‌تواند بر انواعی مختلف از مالکیت بر ابزار تولید در یک اقتصاد سوسیالیستی، شامل مالکیت دولتی، مالکیت کارکنان، مالکیت تعاونی، مالکیت برابر شهروندان، مالکیت اشتراکی و مالکیت جمعی، دلالت داشته باشد. به صورت تاریخی، مفهوم مالکیت اجتماعی بر این فرض استوار بود که سرمایه و بازار عامل، در شرایطی که کالاهای سرمایه‌ای در تعلق یک نهاد یا نهادهایی مختلف به نمایندگی از جامعه باشد تا در نتیجه تبادلات بازاری در فرایند تولید زائد شود، از بین خواهد رفت. اما تفسیرهای مختلف از مدل‌های سوسیالیسم بازار، جایی که بازارهای عامل برای تخصیص کالاهای سرمایه‌ای بین شرکت‌های عمومی به کار گرفته می‌شوند، مفهومی از مالکیت اجتماعی که دربرگیرنده نهادهای مستقل نیز هست را پیشنهاد می‌کنند. مالکیت اجتماعی ابزارهای تولید مشخصه مشترک همهٔ اشکال مختلف سوسیالیسم است.
دو شکل عمده مالکیت اجتماعی، مالکیت عمومی و مالکیت مشترک است. تمایز بین این دو فرم در توزیع مازاد تولید است. در مالکیت عمومی مازاد از طریق سود سهام اجتماعی به همه اعضای جامعه توزیع می‌شود، در حالی که در مالکیت مشترک، مازاد اقتصادی یک شرکت توسط تمام اعضای کارگر آن شرکت خاص کنترل می‌شود.
هدف از اعمال مالکیت اجتماعی از بین بردن اختلاف میان طبقات مالکان خصوصی، که دریافت کننده درآمد اموال منفعل هستند و کارگران که دریافت کننده درآمد کار (دستمزد، حقوق و کارمزد) هستند است؛ به گونه‌ای که تولید مازاد (یا در مورد سوسیالیسم بازار سود اقتصادی) به کل جامعه یا اعضای یک شرکت تعلق پیدا کند. مالکیت اجتماعی، اتوماسیون نیروی کار را به منظور کاهش تدریجی طول روز کاری، در مقابل پدیده افزایش ناامنی شغلی و بیکاری در سرمایه‌داری، پیشنهاد می‌کند که باعث افزایش بهره‌وری می‌شود. کاهش زمان لازم برای کار از ملزومات مفهوم مارکسیستی آزادی انسان و غلبه بر ازخودبیگانگی است، ایده ای که به صورتی گسترده میان سوسیالیستهای مارکسیستی و غیر مارکسیستی مشترک است.
اصطلاح «اجتماعی شدن»، به فرایند بازسازی چارچوب اقتصادی، ساختار سازمانی و نهادهای اقتصادی بر اساس رویکردی سوسیالیستی اشاره دارد. [۸]مفهوم جامع اجتماعی شدن و مدل خاص مالکیت دولتی در مالکیت اجتماعی، علاوه بر بازسازی مجدد ترازهای شغلی در محیط کار، پایانی بر قانون ارزش، انباشت سرمایه و استفاده از پول و ارزیابی مالی در فرایند تولید خواهد بود.
مارکسیست‌ها اجتماعی‌شدن را به عنوان طرحی برای بازسازی روابط اجتماعی به منظور غلبه بر بیگانگی در نظر دارند که روابط اجتماعی سلسله مراتبی در محل کار را با اتحادیهٔ کارمندان جایگزین می‌کند. اجتماعی شدن به عنوان روندی که فرایندهای اقتصادی و به تبع آن روابط اجتماعی درون یک اقتصاد را تغییر می‌دهد، درک می‌شود. به این ترتیب، متمایز از فرایند «ملی سازی» است که لزوماً به تغییر ساختار سازمانی یا تغییر چارچوب اقتصادی که سازمان‌های اقتصادی تحت آن فعالیت می‌کنند، منجر نمی‌شود.

## برابری شهروندان در مالکیت
مالکیت اجتماعی سرمایه و سهام در بستری از یک سیستم سوسیالیستی بازاری پیشنهاد شده‌است که در آن مالکیت اجتماعی به وسیله تصاحب سهام شرکت توسط صندوق‌های بازنشستگی عمومی یا متعلق به کارکنان سهام شرکت، حاصل می‌شود.
اقتصاددان آمریکایی جان روئمر مدلی سوسیالیسم بازار ابداع کرد که شامل نوعی مالکیت دولتی است که در آن افراد یک کوپن غیرقابل انتقال دریافت می‌کنند که به آنها حق سهام سود حاصل از شرکت‌های عمومی مستقل غیردولتی تعلق می‌گیرد. در این مدل، «مالکیت اجتماعی» به مالکیت اجتماعی صاحبان سهام در یک اقتصاد بازار اشاره دارد.
جیمز یونکر استدلال می‌کند که مالکیت عمومی بر ابزار تولید را می‌توان همان‌طور که مالکیت خصوصی در سرمایه‌داری مدرن به دست می‌آید، از طریق سیستم سهامداران که عملاً مدیریت را از مالکیت تمییز می‌دهد، حاصل کرد. یونکر فرض می‌کند که مالکیت اجتماعی را می‌توان با استفاده از یک بازوی دولتی به دست آورد؛ ادارهٔ مالکیت عمومی، سهام شرکت‌هایی که در فهرست عمومی هستند را بدون تأثیرگذاری بر فرایند تخصیص منابع سرمایه‌ای بر اساس قواعد بازار، در اختیار دارد. یونکر این مدل را سوسیالیسم بازار عملگرایانه نامید و اظهار داشت که این مدل حداقل در مقایسه با سرمایه‌داری مدرن، کارآمد و در عین حال دربرگیرنده نتایج اجتماعی برتری خواهد بود زیرا مالکیت عمومی باعث می‌شود تا سود در میان کل جمعیت توزیع شود و نه در میان یک طبقه رانتی وارث.
یک فرم جایگزین مالکیت اجتماعی صاحبان سهام، مالکیت سهام شرکت‌ها از طریق صندوق‌های مستمری بگیران و بازنشستگی است. مفهوم کلی این مدل ابتدا در سال ۱۹۷۶ توسط نظریه‌پرداز مدیریت پیتر دراکر شرح داده شد، که استدلال می‌کرد صندوق‌های بازنشستگی می‌توانند نیازهای کارکنان برای حصول امنیت مالی را با نیاز سرمایه برای سیار و متنوع بودن سازگار سازند. او این مفهوم را «سوسیالیسم صندوق بازنشستگی» نامید. در سوئد، در اواخر دهه ۱۹۷۰، طرح میدنر توسط حزب کارگران سوسیال دموکرات سوئد به عنوان راهی برای اجتماعی کردن شرکت‌ها توسط صندوق‌های مستمری بگیران کارمندی به کار گرفته و این سهام می‌توانست برای خرید سهام شرکت استفاده شود. طرح اصلی رودلف میدنر این بود که شرکت‌های سوئدی بزرگتر از مقیاسی خاصی را ملزم کند تا سهامی برابر با ۲۰ درصد سود شرکت را منتشر کرده و از طریق اتحادیه‌های کارگری، مالکیت آن را به صندوق‌های مستمری بگیران کنترل شده توسط کارمندان منتقل کند. این طرح رد شد و یک طرح تخفیف یافته در سال ۱۹۸۴ به تصویب رسید که تصمیم‌گیری در شرکت‌ها را همان‌طور که بود باقی گذاشت و محدوده مالکیت کارکنان را به کمتر از ۳٬۵ درصد از سهام شرکت‌های ثبت شده در سال ۱۹۹۰ محدود کرد.